# Povodî, Kobeleakî
Povodî (în ucraineană Поводи) este un sat în comuna Ozera din raionul Kobeleakî, regiunea Poltava, Ucraina.

## Demografie
Componența lingvistică a localității Povodî
     Ucraineană (100%)
Conform recensământului din 2001, toată populația localității Povodî era vorbitoare de ucraineană (100%).